# José Menck
José Menck (Paranapanema) foi um advogado e político brasileiro. Foi eleito deputado federal em duas ocasiões, legislaturas 1959-1963 e 1963-1967. 